# Sciadotenia cayennensis
Sciadotenia cayennensis är en tvåhjärtbladig växtart som beskrevs av George Bentham. Sciadotenia cayennensis ingår i släktet Sciadotenia och familjen Menispermaceae. Inga underarter finns listade i Catalogue of Life.